# 요코쿠라역 (나가노현)
요코쿠라역(일본어: 横倉駅)은 일본 나가노현 시모미노치군 사카에촌에 위치한 동일본 여객철도 이야마 선의 철도역이다. 단선 승강장 1면 1선의 구조를 갖춘 지상역이다.

## 이용 현황
| 승차 인원 추이 | 승차 인원 추이 |
| 연도           | 1일 평균       |
| -------------- | -------------- |
| 2000           | 44             |
| 2001           | 42             |
| 2002           | 43             |
| 2003           | 45             |
| 2004           | 37             |
| 2005           | 40             |
| 2006           | 37             |
| 2007           | 22             |
| 2008           | 23             |
| 2009           | 19             |
| 2010           | 16             |
| 2011           | 10             |
| 2012           | 18             |
| 2013           | 18             |
| 2014           | 22             |
| 2015           | 18             |

## 역 주변
- 국도 제117호선
- 지쿠마강

## 역사
- 1925년 11월 19일 : 이야마 철도의 역으로서 개업.
- 1944년 6월 1일 : 매수에 의해 국철 이야마 선의 역이 됨.
- 1970년 12월 21일 : 화물 영업 폐지, 여객역으로 됨.
- 1982년 11월 1일 : 간이 위탁화.
- 1987년 4월 1일 : 일본국유철도 분할 민영화에 의해, 동일본 여객철도가 승계.
- 2011년
  - 3월 12일 : 나가노 현 북부 지진이 발생, 역사 건물 전체가 큰 피해를 받음. 역사는 붕괴로 인해 직접 철거되어, 잠정적으로 프리패브 구조의 임시 역사로 영업을 재개.
  - 8월 22일 : 신 역사 완성식을 거행.

## 인접 역
| 동일본 여객철도 이야마 선     | 동일본 여객철도 이야마 선 | 동일본 여객철도 이야마 선          |
| ----------------------------- | ------------------------- | ---------------------------------- |
| 히라타키 나가노 · 도요노 방면 | ■ 이야마 선               | 모리미야노하라 에치고카와구치 방면 |